# Aber-Benoît
L'Aber-Benoît est un aber (entrée de la mer dans les terres) du Pays de Léon dans le Nord-Ouest du Finistère, en Bretagne.

## Étymologie
Le nom de l'Aber Benoît résulterait d'une mauvaise traduction du breton Aber benniget, c'est-à-dire Aber beni (« Havre bénit »). L’appellation trouve son origine dans la création, au VIe siècle, par Tudgibus et son fils Majan de deux oratoires de part et d'autre de l'aber, à Lothunou et Loc Majan.
Une autre hypothèse, rapportée par le Chevalier de Fréminville, explique que le nom proviendrait de Aber Benouhir (ou Ban de Benoïc) (« Havre de Bénouhir »), du nom du chef breton père de Lancelot du Lac.

## Géographie

### La partie fluviale

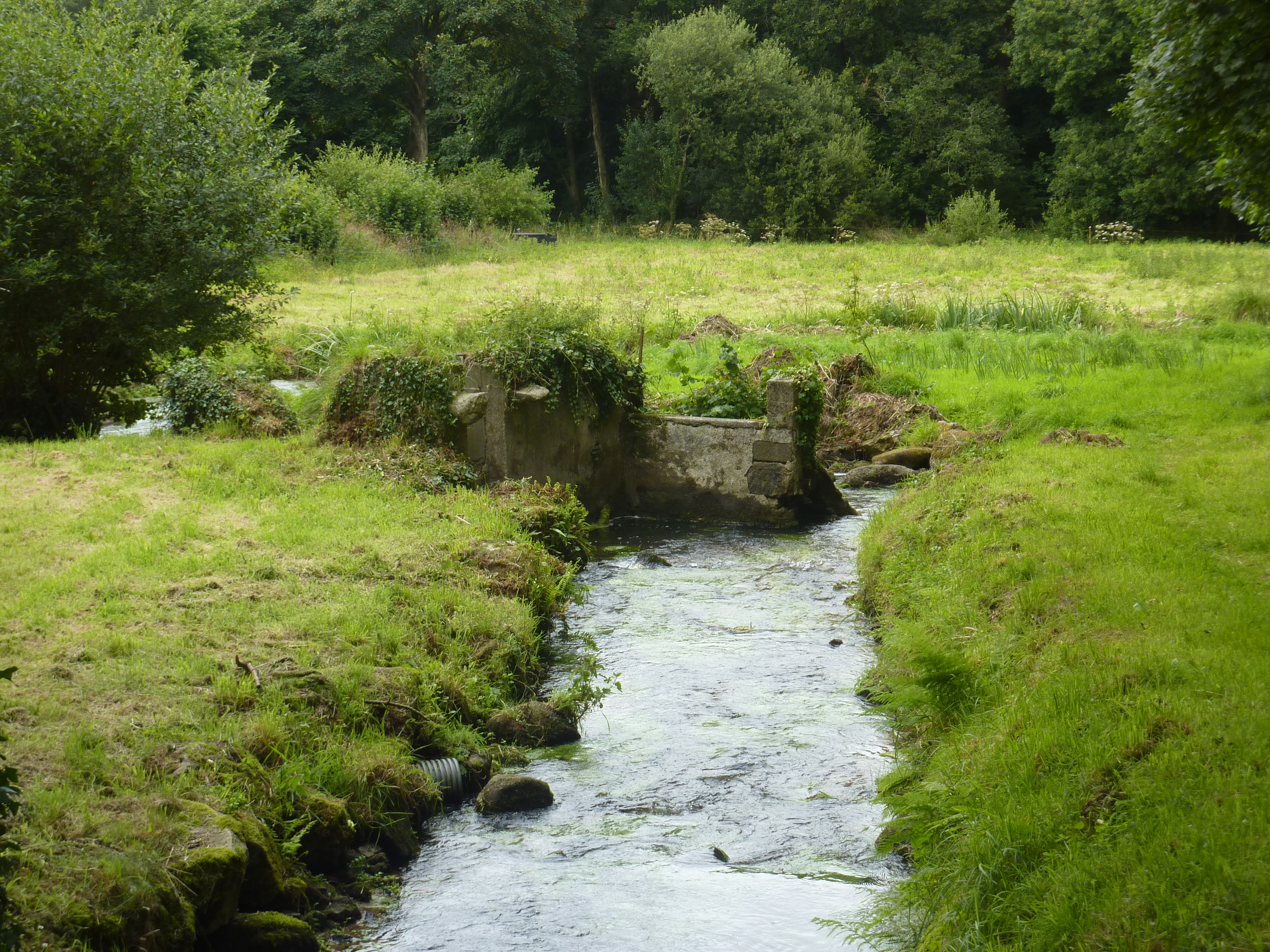
L'Aber Benoît près de la chapelle de Loc-Mazé au Drennec.

L'Aber-Benoît se trouve entre l'Aber-Wrac'h et l'Aber-Ildut. Long de 31 km, il naît vers 100 mètres d'altitude au nord de la rade de Brest (sa source se trouve sur le territoire de la commune de Kersaint Plabennec) et coule vers le nord-ouest en direction de la mer d'Iroise, séparant le Haut-Léon (rive droite, à l'est) du Bas-Léon (rive gauche, à l'ouest), longeant ou traversant d'amont vers l'aval pour sa partie fluviale les communes de Kersaint-Plabennec, Le Drennec, Plabennec, Plouvien, et pour sa partie maritime Lannilis, Tréglonou, Saint-Pabu et Landéda. 
Ses premiers affluents sont le Mendy ou ruisseau de Plabennec, le ruisseau de Saint-Sébastien, le ruisseau du Lothunou et le ruisseau de Penhoat pour la rive droite ; le ruisseau de Bourg-Blanc ou Benouig, le Kerascoët qui arrose Coat-Méal et le Garo, qui vient de Milizac, pour la rive gauche ; ce n'est alors pour sa partie fluviale qu'un très modeste fleuve côtier d'environ 2 mètres de large.
Son bassin, formé de granite, de gneiss et de micaschistes est long de 12 km et a une superficie de 174 km2. Le débit de ses divers cours d'eau est le suivant au niveau de leurs confluences respectives :
- pour l'Aber Benoît : 600 litres par seconde en moyenne, avec un étiage de 350 litres par seconde et des crues de 1 030 litres par seconde
- pour le ruisseau de Bourg-Blanc ou Benouig : 565 litres par seconde, avec un étiage de 300 litres par seconde et des crues de 830 litres par seconde
- pour le Trémobian : 505 litres par seconde, avec un étiage de 92 litres par seconde et des crues de 919 litres par seconde[3].

### La partie maritime

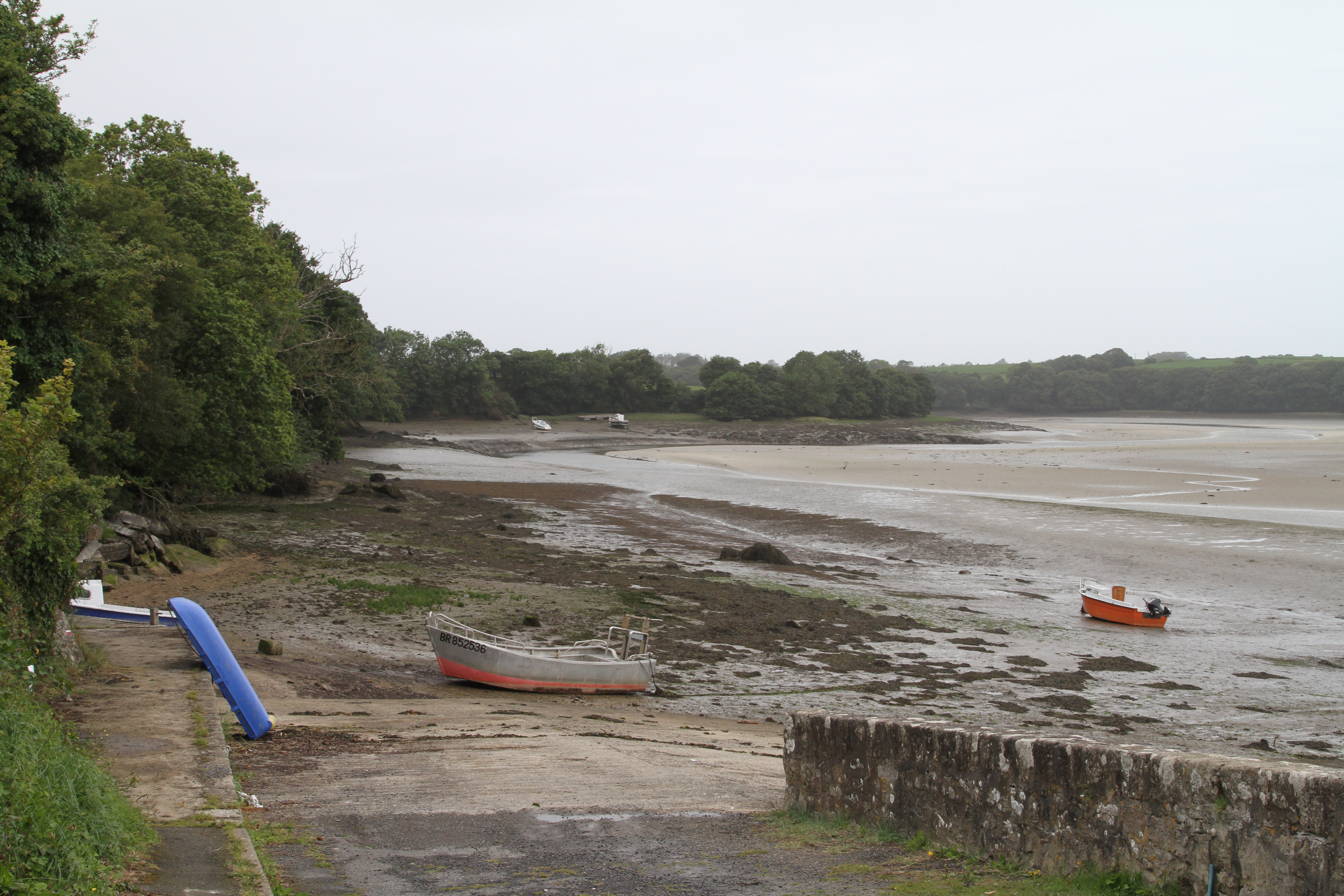
L'Aber Benoît à marée basse au pont de Tréglonou

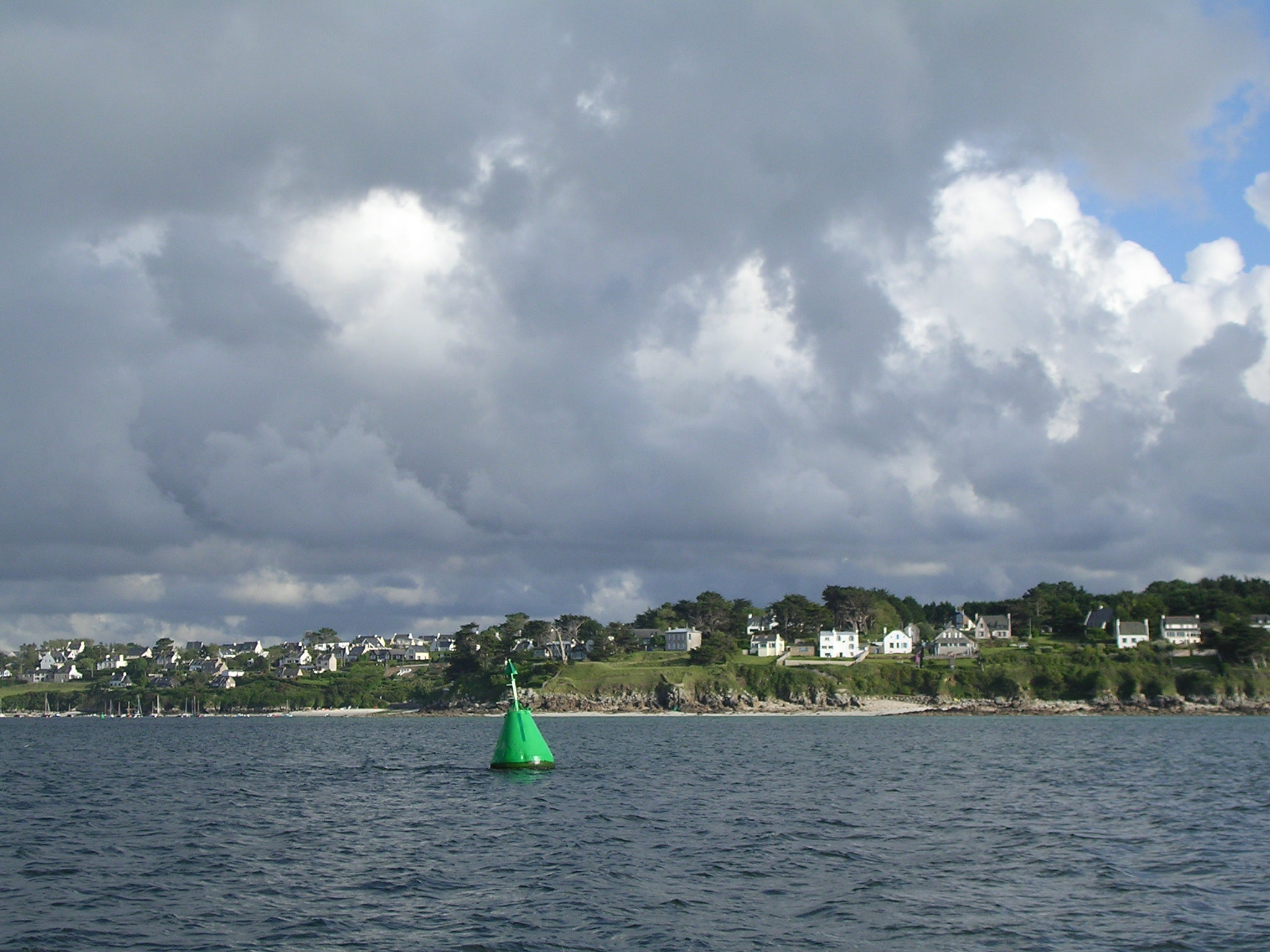
Vue de l'Aber Benoît du large, bouée de Kervigorn qui pare le banc de sable

À partir de la confluence du ruisseau de Bourg-Blanc, la plus grande partie de l'Aber-Benoît est un aber ou ria, une sorte de fjord, recevant encore le Trémobian comme seul affluent notable et constituant un havre médiocre qui a toutefois permis la création de quelques petits ports comme celui de Tariec (en Plouvien). La marée remonte l'Aber Benoît jusqu'au moulin du Châtel et le ruisseau de Bourg-Blanc jusqu'au moulin de Tariec. Il se jette dans la mer d'Iroise entre Saint-Pabu et Landéda dans un golfe parsemé d'îles.
C'est une zone propice à l'élevage ostréicole grâce à la présence de nombreux planctons nourriciers, en particulier à Prat-ar-Coum, où la famille Madec pratique l'ostréiculture depuis 1898.

### Les îles et principaux rochers
- Ile de Trévors (ou Trevorc'h) (commune de Saint-Pabu),
- Iles de Garo, Guénioc, Tariec Plage et Tariec Rocher
- Rochers des 3 Penven,
- Rocher de Men Rénéat,
- Rocher de La jument de Garo
- Rocher de la jument de Guénioc
- Plateau de Poulorvill
- Plateau de Carrec ar poul doum
- Plateau de Kerviliou Louët
- Plateau de Kerviliou Plat
- Rocher du Chien, avec sa tourelle à l'embouchure de l'Aber
- Roc'h Avel,
- Trelam,
- Kern ar Guen,

## Les moulins de l'Aber Benoît

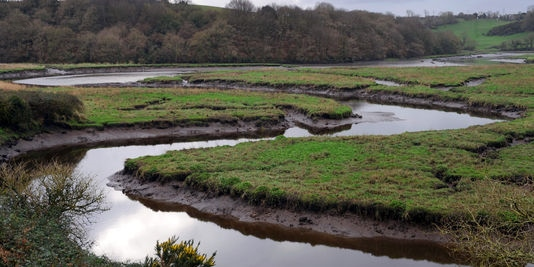
L'Aber-Benoît au niveau de Tariec (Plouvien)

Plus de 150 sites de moulins ont été repérés sur l'Aber Benoît et ses affluents,.
À la fin du XIXe siècle, l'Aber Benoît faisait encore tourner 14 moulins à farine, le ruisseau de Bourg-Blanc 10 et le Trémobian 14.

## Tourisme
Les sources de l'aber Benoît sont mises en valeur par la commune de Kersaint-Plabennec par le biais de l'ouverture de la zone humide de Kerivin. Le sentier appelé "boucle communale" longe en grande partie le ruisseau de l'Aber Benoit. Plus en aval, on trouve le Moulin Tariec (privé), le moulin du Châtel, le pont de Tréglonou, la maison du pêcheur, la chapelle Loc-Majan, le menhir de Lann al louarn, le point de vue du Vilh, le quai du Stellac'h, le massif dunaire de Korn ar Gazel ainsi que la Maison des Abers.